# NGC 2785
NGC 2785 (również PGC 26100 lub UGC 4876) – galaktyka nieregularna (Im), znajdująca się w gwiazdozbiorze Rysia. Odkrył ją Édouard Jean-Marie Stephan 16 marca 1884 roku.